# Marietta, Texas
Marietta là một thị trấn thuộc quận Cass, tiểu bang Texas, Hoa Kỳ. Năm 2010, dân số của thị trấn này là 134 người.

## Dân số
- Dân số năm 2000: 112 người.
- Dân số năm 2010: 134 người.